# Editoria

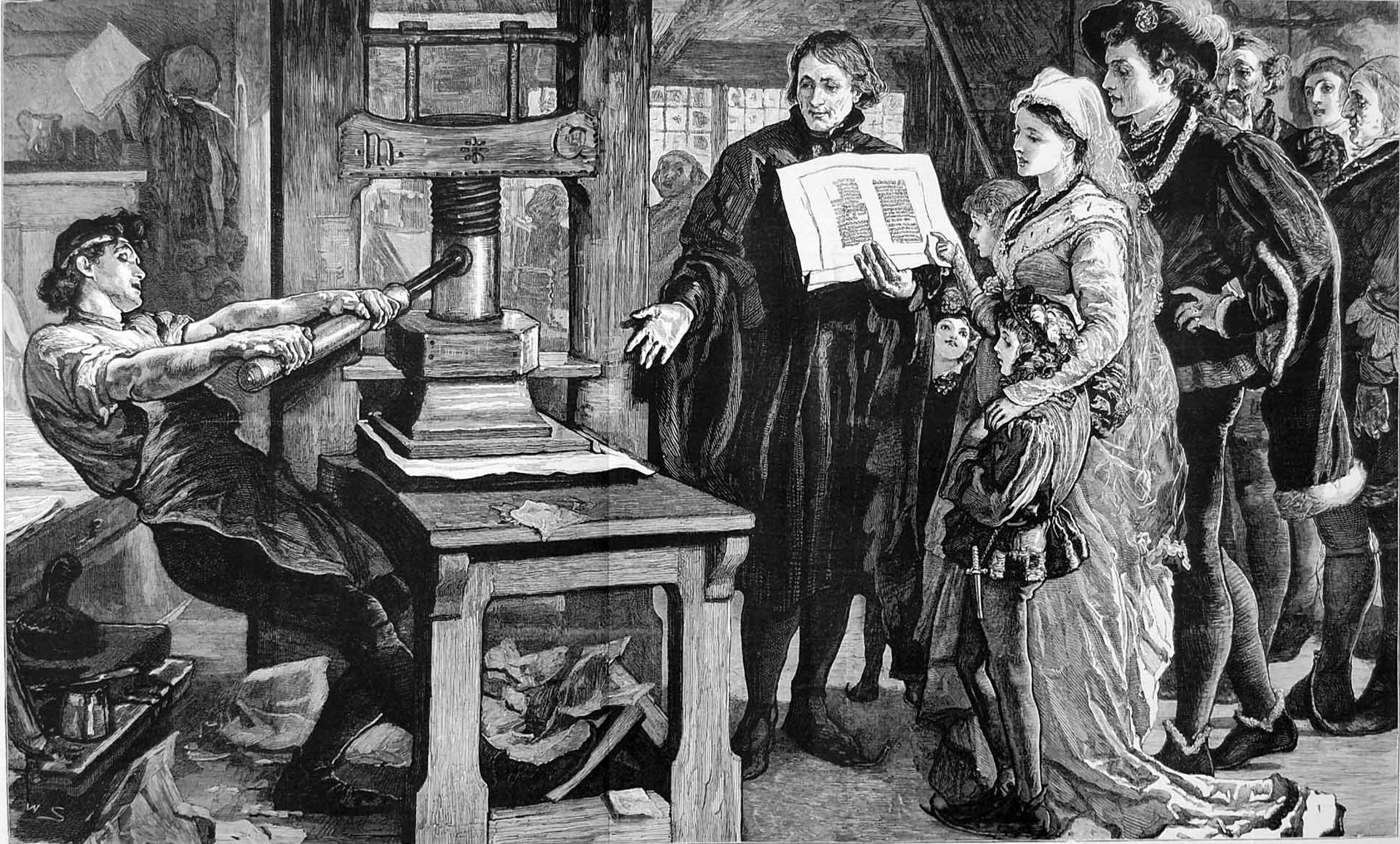
Tipografo al lavoro su uno dei primi torchi da stampa di Gutenberg nel XV secolo.

L'editoria è l'attività imprenditoriale di produzione e gestione di contenuti riproducibili in serie e della loro diffusione e commercializzazione in forme trasmissibili attraverso i mezzi di comunicazione di massa.
Il soggetto che esercita tale attività è detto editore.
L'editoria è il processo di trasformazione delle idee di un determinato autore in contenuti accessibili e disponibili a tutti. Comprende le seguenti fasi: selezione degli originali, preparazione delle bozze, cura del progetto grafico, stampa. Se nel XIX secolo l'editoria, libraria, periodica e musicale, proponeva al pubblico un oggetto con evidenti caratteri materiali (libro, giornale, disco), oggi, con la digitalizzazione dell'informazione, l'ambito si è ampliato per includere l'editoria elettronica con CD-ROM ipertestuali, eBook, videogiochi, fino ad arrivare, con la diffusione di internet, ai siti e ai portali web.

## Storia dell'editoria
Materia di studio relativamente recente, l'editoria nacque come industria per la produzione in serie di libri. Si potrebbe pensare che la nascita dell'editoria corrisponda con la nascita della stampa a caratteri mobili e che, quindi, il primo editore sia stato Johann Gutenberg. In realtà Gutenberg non fu un editore nel senso pieno del termine, ovvero un imprenditore, ma rimase uno stampatore.

### Veneto

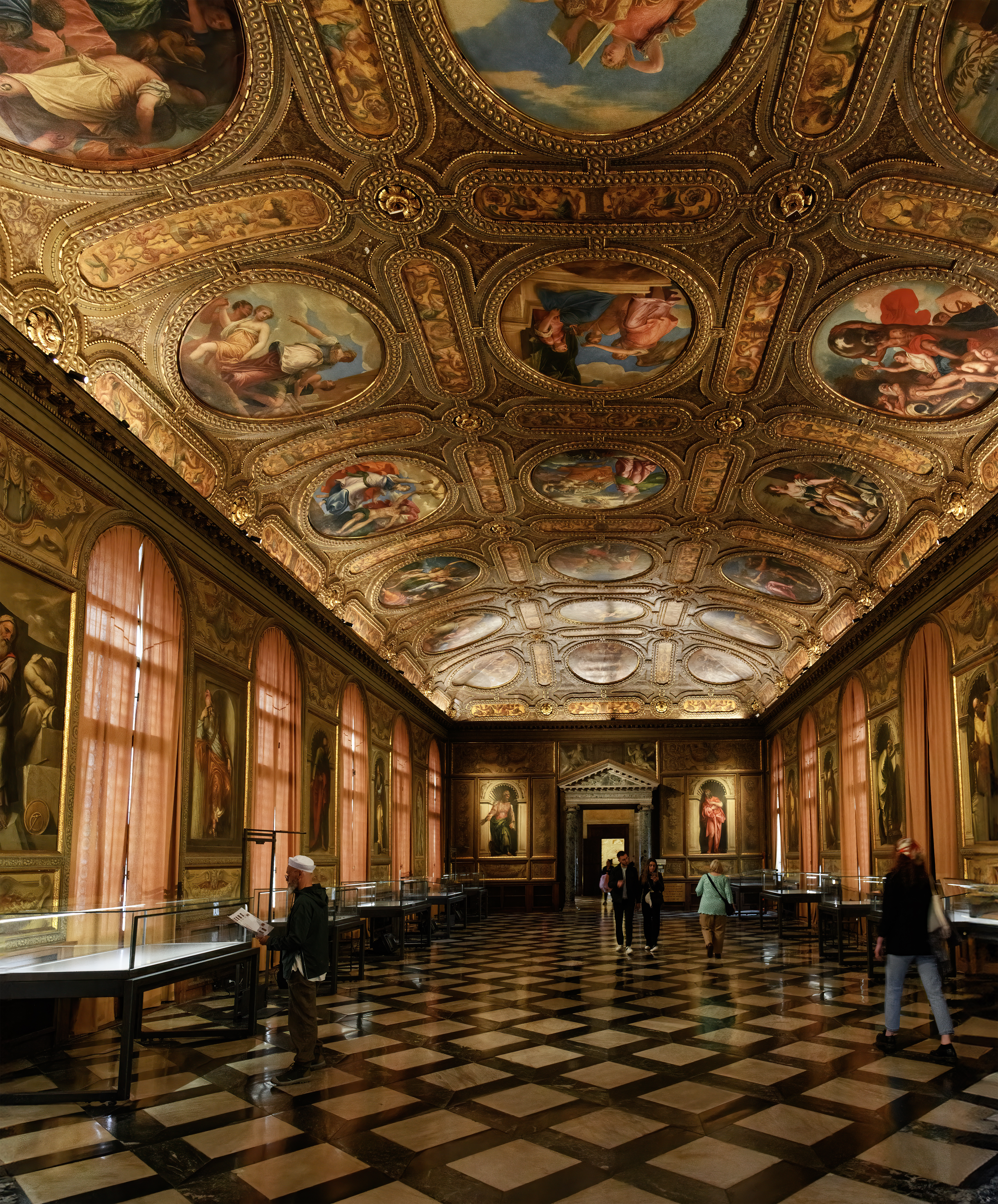
Biblioteca nazionale marciana, che contribuì sensibilmente alla conservazione e diffusione del sapere

La storia dell'editoria è legata a doppio filo alla storia della regione alto-adriatica.
Venezia, infatti, è stata considerata la capitale dell'editoria a partire dalla prima metà del '500. In quel periodo, la città lagunare ospitava la metà di tutte le stamperie d'Europa e produceva circa la metà dei libri pubblicati a livello continentale. Ivi non si pubblicavano soltanto libri in italiano, ma in una quantità di lingue che oggi ci appare sorprendente: a Venezia sono stati pubblicati il primo libro greco (1486), il primo libro armeno (1512) e il primo libro in cirillico bosniaco (1512). Si potrebbe inoltre aggiungere che a Venezia sono stati stampati il primo Talmud (1524) e il primo Corano in arabo (1538) della storia.
Questo primato fu reso possibile da una combinazione di fattori, tra cui la libertà di stampa, una vasta rete commerciale, la disponibilità di carta e capitali, e un alto tasso di alfabetizzazione.

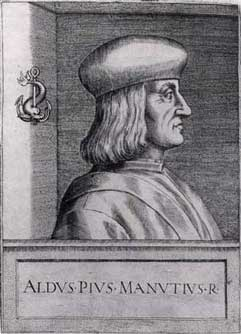
Aldo Manuzio

Un precursore dell'editoria così come è intesa oggi fu l'italiano Aldo Manuzio (1449 - 1515). Con il suo formato in ottavo, l’antenato dell’attuale tascabile, i libri diventarono un oggetto alla moda che da un Veneto colto e cosmopolita si diffusero in tutta Europa con una velocità senza precedenti.
La stampa in ottavo trasforma per sempre il libro in un oggetto alla portata, se non di tutti, almeno di molti. Dobbiamo infatti pensare che i libri, fino a quel momento, erano oggetti costosi e preziosi. Di grande formato e ingombranti, potevano essere consultati agevolmente solo su un piano d’appoggio.
La sua felice intuizione non è l’idea della stampa in ottavo di per sé, perché era già in uso per i testi sacri, ma quella di utilizzarla su testi poetici e poi anche in prosa, per i classici latini e poi volgari, facendone il formato standard, maneggevole e facilmente trasportabile.

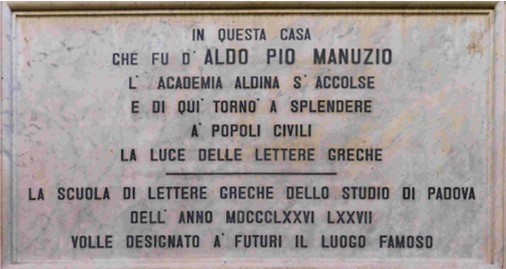
Accademia Aldina, la prima associazione di studiosi il cui scopo era quello di promuovere l'edizione

Ad Aldo Manuzio si deve anche la creazione del carattere corsivo, che grazie a lui si chiama carattere aldino e che fuori dall’Italia veniva chiamato il carattere di lettere veneziane oppure italico. La sua è una scelta che risponde ad una particolare esigenza e che contribuisce in maniera decisiva al successo dei suoi libri. Consapevole che i suoi lettori colti sono abituati ai manoscritti, si concentra sulla creazione di un nuovo carattere il più possibile simile alla scrittura a mano, il latino corsivo. Di grande leggibilità ed eleganza, rende i suoi libri preziosi ed esteticamente ricercati.
Consapevole del valore della sua scoperta, nel 1501 ottiene dal Senato veneziano un privilegio per tutelare il suo nuovo carattere corsivo. A Venezia a quel tempo argomenti come la tutela della proprietà intellettuale e dei brevetti industriali erano all’ordine del giorno.
Ad Aldo Manuzio va un ultimo grande merito, quello di aver codificato e attribuito un valore a molti segni di punteggiatura. Infatti se noi oggi utilizziamo il punto, la virgola, il punto e virgola, l’apostrofo e l’accento è solo grazie a lui che, più di quattro secoli fa, li impiega per la prima volta secondo un uso codificato.
Nella Grecia classica non c’erano spazi tra le parole e i pochi segni di punteggiatura erano molto diversi da quelli che conosciamo noi oggi. Con il passaggio dalla cultura del manoscritto a quella della stampa si rende necessario fare ordine anche con la punteggiatura, che è rimasta la stessa che utilizziamo ancora oggi.
Nel 1494 a Venezia egli iniziò la sua attività di tipografo e libraio, nel corso della quale stampò e vendette un numero considerevole di opere in greco e latino. Manuzio non esercitava solo l'attività di stampatore: egli curava il processo di preparazione del libro nel suo complesso (entità di contenuto, forma estetica e realizzazione materiale) e, nel caso di opere di autori viventi, interveniva anche sul contenuto, affiancando l'autore nella sistemazione del manoscritto.
Importante è, sempre nel 1494 a Venezia, l'istituzione dell'Accademia Aldina, la prima associazione di studiosi che si aggregarono per promuovere l'editoria e il sapere. Oltre ad Aldo, ne fecero parte i maggiori intellettuali del suo tempo: Pietro Bembo, Pico della Mirandola, Poliziano, Ermolao Barbaro, Girolamo Fracastoro, Giovan Battista Ramusio, Erasmo da Rotterdam e altri.
Collabora inoltre con l’università di Padova, dove nel 1497 sotto l’egida della Serenissima viene istituita una cattedra di Filosofia greca, in particolare con il filosofo scolastico Francesco Cavalli e con Thomas Linacre, “un inglese molto dotto in latino e in greco” che porterà con sé i preziosi volumi aldini che ancora oggi sono uno dei vanti di Oxford. Caso particolare è quello di Erasmo da Rotterdam, che chiede espressamente ad Aldo l’onore di veder stampata nella sua famosa tipografia una sua opera: una traduzione latina di Euripide la cui precedente edizione, spiega l’umanista olandese nella sua richiesta, l’anno precedente ha venduto bene a Parigi.
Nel 1508 Erasmo si trasferisce per otto messi a Venezia, vivendo a pensione presso il suocero Torresani e lasciandoci un’efficace descrizione di Aldo all’opera: egli siede in un angolo della tipografia, passando i testi scritti a mano agli stampatori e correggendo le bozze subito dopo, respingendo ogni interruzione con la singola parola studeo (“sto lavorando”). Dalla permanenza in laguna nascerà una delle sue opere più diffuse di Erasmo: i celebri Adagia.
Oltre a Manuzio, sono ben noti altri librai italiani del Cinquecento, quali Nicolò d'Aristotele detto Zoppino o Francesco Marcolini da Forlì, anch'essi attivi a Venezia.
La produzione libraria veneta, quindi, non solo ebbe un impatto significativo sulla diffusione della cultura classica e rinascimentale, ma contribuì anche a definire nuovi standard per l'editoria moderna.
I primi veri editori nel senso pieno del termine apparvero in Europa in un periodo che va (a seconda delle aree geografiche) dal 1790, con la Rivoluzione francese, agli anni '40 dell'Ottocento. Nello stesso periodo si assisté a un profondo mutamento nella base dei lettori. Mentre alla fine del XVIII secolo il pubblico era costituito prevalentemente dalle persone benestanti, nel corso degli anni si affacciarono alla lettura nuove fasce sociali e nacque il pubblico femminile. Gli editori colsero il cambiamento in atto e attuarono scelte imprenditoriali nuove: invece di pubblicare per un pubblico già conosciuto e stabile, iniziarono ad investire i propri capitali nella produzione di testi economicamente convenienti e per un pubblico di lettori più vasto e anonimo.

## Organizzazione del processo editoriale

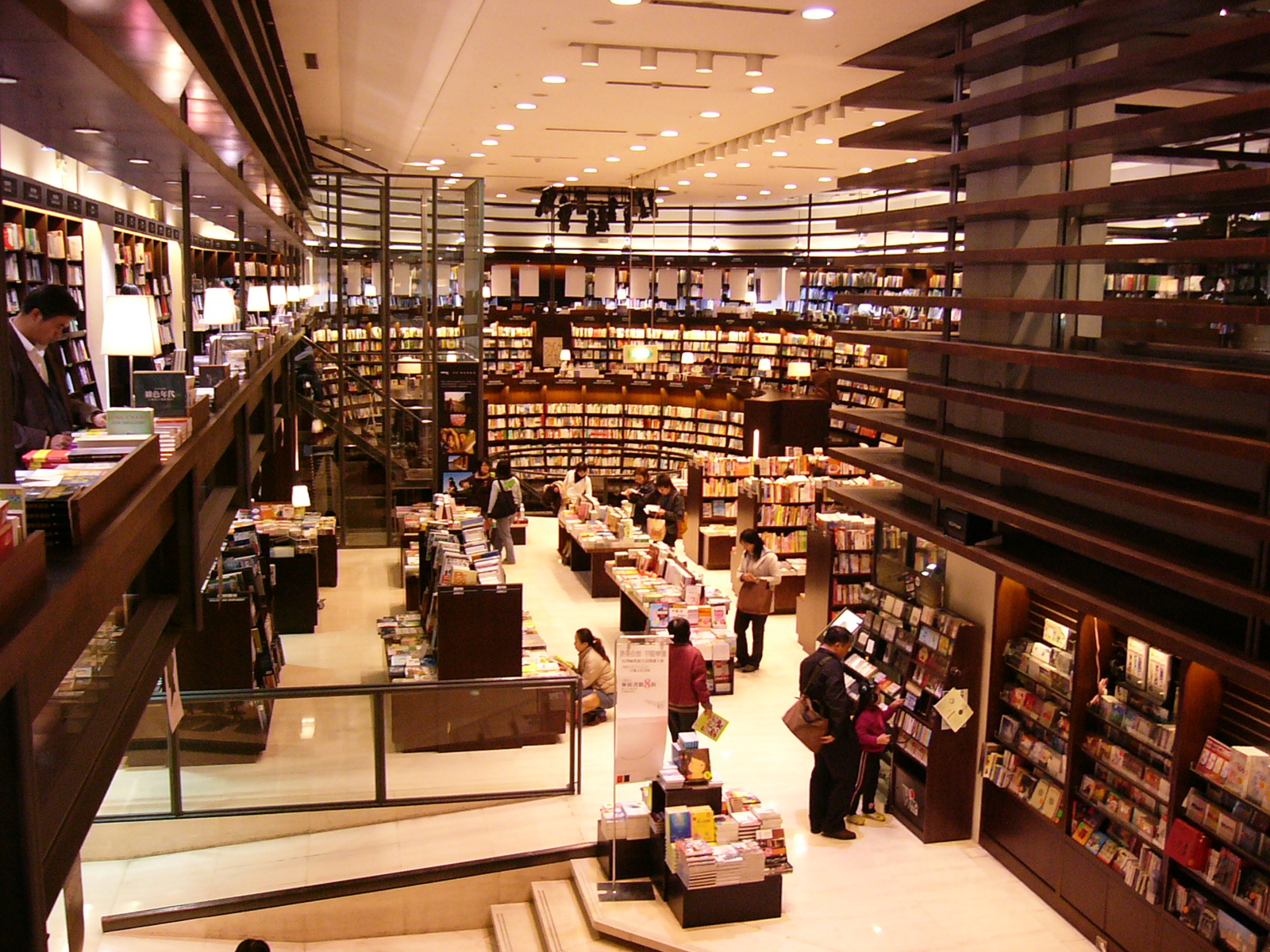
Libreria Eslite di Taiwan.

### La figura dell'editore
L'editoria è, prima di tutto, un'attività culturale, basata sulla scelta e la cura dei contenuti creati da artisti, scienziati, filosofi ecc. per portarli, trasformati in oggetto fisico (il libro, appunto, ma anche l'articolo, il saggio, la recensione), fino all'utente finale: il lettore. In questo viaggio del testo dall’autore al lettore sono fondamentali i meccanismi della mediazione editoriale.
L'editore è quindi l'artefice della trasformazione di un testo concepito da una persona in un'opera fruibile dal vasto pubblico: egli valuta le proposte editoriali provenienti dagli agenti letterari e dagli stessi autori stessi (il cosiddetto controllo editoriale o linea editoriale). Questa funzione creativo-culturale permette al pubblico, almeno teoricamente, di fruire di contenuti selezionati evitando di esporlo a un'indiscriminata massa di materiale. Con il tempo questa funzione di discernimento dei contenuti è andata via via scemando, anche a causa della crisi delle vendite cartacee, della diffusione dei nuovi media e del fenomeno delle autoedizioni).
Differenze con l'inglese editor
In italiano il termine ha un significato diverso rispetto al vocabolo inglese editor: quest'ultimo, che significa "curatore di un'opera scritta da altri" è un termine che abbraccia un vasto campo di attività, dalla stampa professionistica al giornale locale. In particolare, nei giornali piccoli il lavoro di compilazione e messa in pagina degli articoli è compiuto da una sola persona. L'articolo di apertura di tali pubblicazioni è denominato "lettera del curatore" (letter from the editor). Il termine inglese con cui si indica un editore o una casa editrice è publisher.

### Le altre figure professionali
Nel lavoro editoriale è coinvolta una catena di figure professionali provenienti da varie discipline. Un elenco indicativo di queste figure, affiancate ma non sempre distinte da quella dell'editore, specie nelle piccole case editrici, potrebbe essere il seguente. Esso costituisce anche uno schema sintetico del processo editoriale in sé, ovvero del passaggio del documento dalla forma dattiloscritta al suo arrivo nelle mani del lettore.
- A monte:
  - l'autore: è colui che ha creato il contenuto del libro o del prodotto editoriale. Può avere un contratto di esclusiva con un singolo editore (contratto di edizione) o lavorare in proprio per più gruppi editoriali;
  - il traduttore: potrebbe essere forse inserito nella categoria successiva visto che questo professionista si inserisce spesso nella catena di produzione del libro a valle delle decisioni prese dal consiglio direttivo. Talvolta il traduttore assume però uno specifico ruolo nell'individuazione dei testi da tradurre e in generale in tutte le fasi del progetto editoriale, in particolare quando il progetto richiede competenze specialistiche sia relativamente agli ambiti linguistico-culturali di partenza e di arrivo, sia relativamente al genere testuale e alle specifiche convenzioni letterarie a cui risponde. Questo può essere il caso di testi poetici[6] o di generi narrativi dotati di una forte enciclopedia di temi e tropi condivisi da autori e lettori a cavallo tra due generi geografico-linguistici, come la fantascienza;[7]
  - l'agente letterario: rappresenta gli interessi dell'autore oppure del proprietario dei diritti. Il suo compito è trovare una collocazione ideale dell'opera valutando il profilo della produzione degli editori nel Paese in cui opera e le loro potenzialità e capacità culturali e commerciali per meglio diffondere il lavoro dell'autore. Collocata l'opera e negoziati i termini contrattuali con l'editore, l'agente deve vigilare sino alla scadenza del contratto affinché esso venga rispettato e l'opera trovi la miglior diffusione possibile. Può anche fare da intermediario per la cessione dei diritti al fine di una loro traduzione in altre lingue, o per eventuali adattamenti cine-televisivi. L'agente letterario deve quindi disporre di ampie conoscenze in campo giuridico, letterario ed economico.
- Chi trova, giudica e decide il destino del libro:
  - il direttore editoriale: principale responsabile delle scelte editoriali, decide l'acquisizione dei diritti (copyright) sulle opere e mette sotto contratto gli autori, che diventano a tutti gli effetti dipendenti della compagnia. La carica ha le stesse mansioni di quella di direttore generale. Nel caso di una piccola e media impresa può coincidere con l'editore;
  - il curatore editoriale: mantiene i contatti con gli autori e va alla caccia di nuovi talenti. Nelle grandi case editrici lo scopritore di talenti è un cacciatore di libri in Paesi diversi dal proprio; vivendo in un Paese straniero, si tiene a stretto contatto con autori ed editori di quel Paese per acquisire libri idonei al catalogo del proprio editore;
  - il direttore di collana: cura i contenuti delle singole collane, viste come articolazione fondamentale della missione culturale e commerciale dell'editore;
  - il consulente editoriale: detto anche lettore, giudica il materiale reperito da scout e curatori editoriali e ne valuta il valore intrinseco, oltre a segnalarne debolezze ed errori concettuali. Come anche le altre figure professionali citate sopra, egli può dover essere altamente specializzato, particolarmente nell'editoria tecnica e scientifica.
- Chi rende il libro ciò che poi il lettore acquisterà:
  - il curatore editoriale (vedi anche sopra): è una figura fondamentale che assiste l'autore, intervenendo durante e/o alla fine della stesura del libro, discutendo con lui i contenuti, la forma, apportando tagli, correzioni, aggiunte. Soprattutto nell'editoria anglosassone è una figura di rilievo: basti leggere i ringraziamenti degli scrittori inseriti nei propri libri per capire l'importanza del suo apporto. In Italia la figura del curatore editoriale è meno delineata e a volte la si fa coincidere con il correttore di bozze;
  - il designer e/o semplicemente il grafico editoriale: è colui che trasforma il libro da oggetto di pura scrittura a prodotto visivo progettato. Si occupa del sistema d'immagine coordinata editoriale, della scelta delle immagini e del progetto di tutta la parte visuale dell'oggetto libro, della cura grafica e tecnica di ogni singola edizione (copertina, impaginato, caratteri). Gestisce il normario (l'opuscolo contenente le indicazioni sul layout della collana e le scelte grafiche dell'editore);
  - il redattore di collana: gestisce il lavoro editoriale sui libri appartenenti alla propria collana. Effettua le acquisizioni dei diritti, assegna le traduzioni, le revisioni e le correzioni di bozze, verifica il lavoro del designer[8];
  - il correttore di bozze: legge attentamente le bozze di stampa alla ricerca di eventuali refusi.
- Chi realizza concretamente il libro:
  - il direttore di produzione: è colui che segue tutto il processo produttivo garantendo la qualità ed i tempi di produzione;
  - i tecnici di produzione: sono coloro che detengono la gestione dell'intero processo produttivo, occupandosi del reperimento delle materie prime e dei fornitori;
  - il tipografo: è colui che stampa il prodotto editoriale.
- Chi fa giungere il libro nelle nostre mani:
  - il distributore: cura la distribuzione fisica dei libri attraverso canali di vendita tradizionali (librerie, grande distribuzione, edicole) e i canali di vendita virtuali (siti web specializzati e siti generalisti);
  - il promotore: promuove il libro presso le librerie;
  - il pubblicitario;
  - il critico letterario: è colui che, tramite rubriche specializzate o recensioni su giornali, riviste o siti web, commenta, analizza, boccia o promuove il prodotto editoriale;
  - il libraio: è colui che mette nel catalogo della propria libreria i libri da offrire al lettore, scegliendone la disposizione fisica negli scaffali e nelle vetrine.

## Tipologie di prodotti venduti
- Libro
  - enciclopedia
  - dizionario
  - atlante
  - calendario
  - strenna
  - annuario
  - tascabile
  - pamphlet
  - instant book (libro scritto e stampato in tempi brevi e che appare a ridosso di un avvenimento che ha sollevato l'interesse immediato del pubblico)
- Ebook
- Periodico
  - quotidiano
  - settimanale
  - mensile
  - (altre periodicità)
- Opuscolo
- Volantino